# Valerijonas Šadreika
Valerijonas Šadreika (* 20. Juni 1938 in Ulbinai, Rajongemeinde Varėna; † 29. Juni 1991 in Litauen) war ein litauischer Verwaltungsjurist, Rechtsanwalt, Politiker und Mitglied des Seimas.

## Leben
1955 absolvierte er das Technikum für Bibliothekwissenschaft Vilnius und 1962 das Studium der Rechtswissenschaft an der Vilniaus universitetas. Von 1955 bis 1957 leitete er die Bibliothek in Vilnius, von 1962 bis 1970 arbeitete er als Oberberater an der Juridischen Kommission am Ministerrat Sowjetlitauens, von 1970 bis 1972 war er Gehilfe am Justizministerium Litauens, von 1973 bis 1991 Mitglied der Rechtsanwaltskammer Litauens.
Von 1990 bis 1991 war er Mitglied des Seimas.
Mit seiner Frau Daiva hatte er einen Sohn  und eine Tochter.